# Lista de prefeitos de Santa Bárbara de Goiás
Esta é a lista de prefeitos do município de Santa Bárbara de Goiás, estado brasileiro de Goiás.
| Nº | Nome                                                                | Imagem | Partido                                          | Votos                 | Início do mandato      | Fim do mandato                          | Observações                           |
| 1  | George Morais (Caiapônia, 25.09.1962–)                              |        | Partido Democrático Trabalhista PDT              | n/c                   | 1° de janeiro de 1993  | 31 de dezembro de 1996                  | Prefeito eleito em sufrágio universal |
| 2  | Celso d'Alcântara Barbosa (Santa Bárbara de Goiás, 14.09.1965–)     |        | Partido do Movimento Democrático Brasileiro PMDB | 2 103                 | 1° de janeiro de 1997  | 31 de dezembro de 2000                  | Prefeito eleito em sufrágio universal |
| 3  | Moacil Moreira da Mata (Palmeiras de Goiás, 21.01.1962–)            |        | Partido da Social Democracia Brasileira PSDB     | 1 693                 | 1° de janeiro de 2001  | 31 de dezembro de 2004                  | Prefeito eleito em sufrágio universal |
| 3  | Moacil Moreira da Mata (Palmeiras de Goiás, 21.01.1962–)            | 1 889  | Partido da Social Democracia Brasileira PSDB     | 1° de janeiro de 2005 | 31 de dezembro de 2008 | Prefeito reeleito em sufrágio universal |                                       |
| 4  | Paulo Martins de Deus, Paulão (Santa Bárbara de Goiás, 22.03.1966–) |        | Partido da Social Democracia Brasileira PSDB     | 1 952                 | 1° de janeiro de 2009  | 31 de dezembro de 2012                  | Prefeito eleito em sufrágio universal |
| 4  | Paulo Martins de Deus, Paulão (Santa Bárbara de Goiás, 22.03.1966–) | 2 265  | Partido da Social Democracia Brasileira PSDB     | 1° de janeiro de 2013 | 31 de dezembro de 2016 | Prefeito reeleito em sufrágio universal |                                       |
| 5  | Wagner Vaz da Silva (Trindade, 07.09.1953–)                         |        | Partido Progressista PP                          | 2 224                 | 1° de janeiro de 2017  | 31 de dezembro de 2020                  | Prefeito eleito em sufrágio universal |
| 6  | Job Martins de Deus (Santa Bárbara de Goiás, 11.04.1965–)           |        | Partido Democrático Trabalhista PDT              | 2 856                 | 1° de janeiro de 2021  | 31 de dezembro de 2024                  | Prefeito eleito em sufrágio universal |
| 6  | Job Martins de Deus (Santa Bárbara de Goiás, 11.04.1965–)           | 3 635  | Partido Democrático Trabalhista PDT              | 1° de janeiro de 2025 | Atualidade             | Prefeito reeleito em sufrágio universal |                                       |

- n/c: não consta